# John Still Tari Qetu
Hon. John Still Tari Qetu (* 7. Juli 1983) ist ein vanuatuischer Politiker der National United Party (NUP), der seit 2020 Mitglied des Parlaments sowie seit 2023 Gesundheitsminister ist.

## Leben
John Still Tari Qetu besuchte von 1996 bis 2000 das Sainte Patrick College und war als selbstständiger Unternehmer tätig. Bei der Wahl am 19./20. März 2020 wurde er für die National United Party (NUP) im Wahlkreis Ambae erstmals zum Mitglied des Parlaments (Palamen blong Vanuatu) gewählt und gehört diesem nach seiner Wiederwahl am 13. Oktober 2022 seither an. Während seiner Parlamentszugehörigkeit fungierte er in der zwölften Legislaturperiode (2020 bis 2022) als stellvertretender Vorsitzender des Ausschusses für öffentliche Finanzen (Public Accounts Committee).
Nach der Wahl vom 13. Oktober 2022 wurde Qetu 4. November 2022 als Justizminister (Minister of Justice) in das Kabinett von Premierminister Ishmael Kalsakau berufen und bekleidete dieses Amt bis zum 4. September 2023. Im anschließenden fünften Kabinett von Premierminister Sato Kilman übernahm er vom 4. September bis zum 6. Oktober 2023 das Amt als Minister für Jugendentwicklung, Ausbildung und Sport (Minister of Youth development, Training and Sports). Am 9. Oktober 2023 wurde er in das zweite Kabinett von Premierminister Charlot Salwai berufen und bekleidet in diesem seither das Amt als Gesundheitsminister (Minister of Health).